# Relatywnie zwarta rodzina rozkładów prawdopodobieństwa
Rodzinę {\displaystyle (\mu _{t})_{t\in T}} rozkładów prawdopodobieństwa na przestrzeni polskiej {\displaystyle (E,{\mathfrak {B}}(E))} nazywamy relatywnie zwartą wtedy i tylko wtedy, gdy z każdego ciągu elementów tej rodziny da się wybrać podciąg słabo zbieżny do pewnego rozkładu prawdopodobieństwa.